# Wegenitz
Wegenitz ist ein Ortsteil der Hansestadt Seehausen (Altmark) im Landkreis Stendal in Sachsen-Anhalt.

## Geographie
Der Ort liegt drei Kilometer nordnordöstlich der Hansestadt Seehausen (Altmark) und acht Kilometer südsüdöstlich von Wittenberge im Biosphärenreservat Mittelelbe. Im Westen fließt der Aland im Naturschutzgebiet Aland-Elbe-Niederung nach Norden.
Die Nachbarorte sind Esack und Ostorf im Nordosten, Oberkamps im Osten, Klein Holzhausen und Nienfelde im Südosten, Feldneuendorf im Süden, Voßhof im Südwesten sowie Am Aland im Nordwesten.
Der Wegenitzer Polder ist ein Grabennetz hinter dem Aland-Deich in dem sich das Regen und Drängwasser sammelt, wie Johann Marchal schreibt.

## Geschichte

### Mittelalter bis Neuzeit
Die erste schriftliche Erwähnung von Wegenitz stammt aus dem Jahr 1430. Markgraf Johann hatte Fritzel von Gagel, Bürger in Seehausen mit dem „hoff czur wegenitcz“ beliehen. Zu dem Hof gehörte 1499 und 1713 wohl noch weiterer Hof, ein Freigut, das Kuhbier genannt wurde. Weitere Nennungen sind 1499 Wagenitz und 1687 Hoff zum Wagenitz. 1804 bestand Wegenitz aus zwei Gütern, einem Lehngut und einem Freigut mit 3 Einliegern. Wobei nach Angaben von Peter P. Rohrlach das Freigut der Wohnplatz Klein Wegenitz und das Lehngut Groß Wegenitz waren, die später beide zu Klein Holzhausen gehörten. Ein zweites Freigut in Klein Wegenitz gehörte 1928 Leonid Freiherrn von Ungern-Sternberg.

### Eingemeindungen und Umgliederungen
Bis 1807 gehörte Wegenitz zum Seehausenschen Kreis der Mark Brandenburg in der Altmark. Zwischen 1807 und 1813 lag es im Kanton Seehausen auf dem Territorium des napoleonischen Königreichs Westphalen. Ab 1816 gehörte Wegenitz zum Kreis Osterburg, dem späteren Landkreis Osterburg.
Zwischen 1868 und 1871 wurde Wegnitz in Groß Wegenitz und Klein Wegenitz geteilt. Groß Wegenitz blieb als Wohnplatz bei der Landgemeinde Klein Holzhausen, Klein Wegenitz wurde Seehausen zugeordnet.
Zum 28. August 1930 kamen die Grundstücke von Klein Wegenitz von der Stadt Seehausen wieder zur Landgemeinde Klein Holzhausen. 1931 wurden die Wohnplätze Groß Wegenitz und Freigut Klein Wegenitz genannt.
Am 1. April 1940 erfolgte der Zusammenschluss von Gemeinden und Teilen von anderer Gemeinden zu einer neuen Gemeinde mit dem Namen Beuster. Von der Gemeinde Klein Holzhausen kamen die Ortsteile Groß Wegenitz und Klein Wegenitz sowie die Ortsteile Oberkamps und Unterkamps bis einschließlich der Wässerung mit den Rühstedter Wiesen zu Beuster. Noch im Jahre 1958 gab es Groß Wegenitz und Klein Wegenitz.
1985 war Wegenitz ein Ortsteil von Beuster. Durch den Zusammenschluss von Beuster mit anderen Gemeinden zu einer neuen Gemeinde mit dem Namen Hansestadt Seehausen (Altmark) am 1. Januar 2010 kam Wegenitz als Ortsteil zu Seehausen.

### Einwohnerentwicklung

#### Gemeinde/Ortsteil Wegenitz
| Jahr | Einwohner |
| ---- | --------- |
| 1734 | 27        |
| 1775 | 24        |
| 1789 | 42        |
| 1801 | 29        |
| 1818 | 16        |
| 1840 | 48        |

| Jahr | Einwohner |
| ---- | --------- |
| 2011 | [00]13    |
| 2012 | [00]13    |
| 2014 | [00]12    |
| 2020 | [00]11    |
| 2021 | [00]10    |
| 2022 | [0]12     |
| 2023 | [0]12     |

### Groß Wegenitz
| Jahr | Einwohner |
| ---- | --------- |
| 1798 | 28        |
| 1871 | 53        |
| 1885 | 49        |
| 1895 | 47        |
| 1905 | 43        |

#### Klein Wegenitz
| Jahr | Einwohner |
| ---- | --------- |
| 1798 | 11        |
| 1871 | 31        |
| 1885 | 29        |
| 1895 | 32        |
| 1905 | 20        |

Quelle wenn nicht angegeben:

## Religion
Die evangelischen Christen aus Wegenitz gehörten früher zur Kirchengemeinde Klein Beuster und damit zur Pfarrei Klein-Beuster bei Groß-Beuster in der Altmark. Sie gehören heute zur Kirchengemeinde Beuster, die betreut wird vom Pfarrbereich Beuster des Kirchenkreises Stendal im Bischofssprengel Magdeburg der Evangelischen Kirche in Mitteldeutschland.

## Kultur und Sehenswürdigkeiten
In Wegenitz steht ein Bauernhof unter Denkmalschutz.